# Dictionary.com
Dictionary.com（ディクショナリードットコム）は、1995年5月14日にドメインが最初に登録されたオンライン辞典。補足コンテンツは、コリンズ英語辞典などからのものである。

## 機能とサービス
2010年、Dictionary.comは「Word of the Year」機能を開始し、その年度に「Change」という単語を選んだ。選考基準は、年間を通じてサイトで検索された回数やニュースに基づいている。Dictionary.comの「Word of the Year」は次の通りである。
- 2010年: Change
- 2011年: Tergiversate
- 2012年: Bluster
- 2013年: Privacy
- 2014年: Exposure
- 2015年: Identity
- 2016年: Xenophobia
- 2017年: Complicit（英語版）
- 2018年: Misinformation
- 2019年: Existential[4]
- 2020年: Pandemic[5]
- 2021年: Allyship（英語版）
- 2022年: Woman
- 2023年: Hallucinate